# Montisi
Montisi è una frazione del comune italiano di Montalcino, nella provincia di Siena, in Toscana.

## Geografia fisica
(Giovanni Antoni Pecci in Memorie storiche e naturali delle città, terre e castella che sono state suddite dello Stato di Siena.)

### Territorio
Montisi è situato a 413 m s.l.m. su una collina tufacea che ha il suo punto più alto a 430 m s.l.m. nella piazza antistante il cassero. L'abitato si sviluppa lungo le strade via Umberto I (la parte dell'abitato più grande), via del Castello (la parte più antica e più piccola) e via degli Ortali (la parte più recente e in parte ancora in costruzione), le quali seguono la forma irregolare della collina.
(Giovanni Antoni Pecci in Memorie storiche e naturali delle città, terre e castella che sono state suddite dello Stato di Siena.)
L'unico corso d'acqua presente nei pressi di Montisi è il borro Rigo, affluente del torrente Asso, che scorre nella vallata fra il paese e Castelmuzio. A questo borro, che nella gran parte dell'anno è in secca, sembra aggiungersi una fonte non in uso, situata alle pendici nord-occidentali del paese. Questa sorgente fu usata come lavatoio fino ai primi anni del XX secolo, come possono testimoniare delle vasche attualmente vuote, ma con ancora dell'acqua che circola nei dintorni.
Montisi, poiché quasi sul confine dei due comuni di Montalcino (di cui fa parte) e di Trequanda, è situato all'interno della vasta zona collinare ed argillosa delle Crete senesi, di fronte al deserto di Accona, che costituisce il territorio del comune di Asciano.

## Origini del nome
Esiste una duplice etimologia del nome "Montisi" che, nel corso dei secoli, si è presentato in varie forme, tra le quali "Montegisi", "Monte-Chisi", "Monte Ghisi[o]", "Monte Isi". L'etimologia tradizionale vorrebbe il toponimo frutto di una contrazione di "Monte" e "Isi[de]", poiché, tra il paese e quello di Castelmuzio sarebbe sorto, nel luogo dell'attuale Pieve di Santo Stefano a Cennano, un santuario dedicato alla dea Iside. La seconda, invece, lo farebbe derivare dal nome di un antico guerriero o proprietario della zona, tal Chisio, Ghisio o Kisio, essendo citato nel testamento del signore Simone Cacciaconti (morto nel 1295) un "Kisio di Guasco" da Montelifré.

## Storia
Nell'VIII secolo a.C., Montisi era dominato dagli Etruschi, i quali vi costruirono una necropoli di cui si sono soltanto trovate delle tombe “a capanna” dove adesso si trovano la Grancia e l'oratorio di Sant'Antonio Abate. Questa popolazione, che aveva ingrandito i propri territori tra i fiumi Tevere e Arno, edificò anche un tempio dedicato alla dea Iside che contribuì, molto probabilmente, a dare il nome del paese. In seguito agli Etruschi, subentrarono i Romani.
Nel XII secolo d.C., Montisi era il castello dei conti Cacciaconti degli Scialenga. Questa famiglia, dopo aver riconosciuto la potenza di Siena, dovette partecipare alla vita politica e commerciale di Siena e quindi assentarsi per un lungo periodo. Ciò diede origine alla formazione del libero Comune di Montisi, il quale nel 1283 sarà già organizzato con dei propri massari. Nel 1291, Montisi diventa territorio di Simone Cacciaconti dopo aver fatto una spartizione con i suoi due fratelli: Fazio e Cacciaconte. I montisani, però, rifiutarono di sottostare a Simone, il quale, per riconquistare il paese, prima lo assediò con le sue truppe, poi vi entrò incendiando le case, uccidendo gli abitanti e depredando le fattorie. Ciò fece sì, che i montisani dovettero chiedere soccorso al Comune di Siena, il quale, seppur di poco, migliorò la situazione.
Sul finire del XIII secolo, lo spedale di Santa Maria della Scala di Siena eredita dal conte Simone Cacciaconti Montisi e le terre circondanti.
All'inizio del 1371 Montisi diventa sede di un vicario del Comune di Siena, il quale aveva anche giurisdizione su Montelifré. In quel tempo, il castello di Montisi occupava la sommità della collina con una torre quadrata che è stata distrutta verso la fine del XIV secolo. Nel 1494 fu approvato lo Statuto di Montisi, frutto della rielaborazione di capitoli statutarii più antichi ad opera di sei uomini scelti dal consiglio generale del comune di Montisi; rimase in vigore fino al 1742. Con la decadenza della Repubblica di Siena, il territorio fu saccheggiato da bande di mercenari francesi e spagnoli fino alla sua annessione al Granducato di Toscana sotto Cosimo de' Medici. Montisi andò sotto il controllo del Podestà di Trequanda e l'amministrazione della giustizia fu affidata al Capitano di giustizia di Pienza.

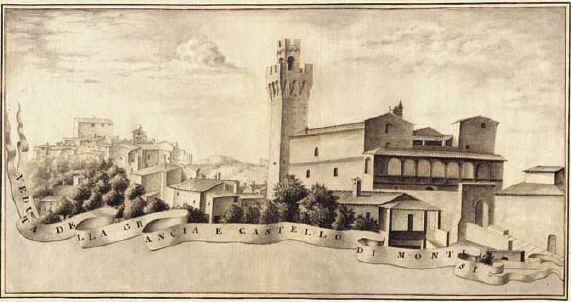
Il paese in un disegno tratto dal "Cabreo" della Grancia (1762)

Seguirono secoli di grande povertà, che a Montisi vennero alleviati con la coltivazione dello zafferano. Alla fine del XVII secolo, la popolazione di Montisi era composta in gran parte da contadini e artigiani. nel 1624, il paese fu teatro di uno dei più celebri e particolari processi per stregoneria in Italia ove le indagini e gli interrogatori conseguenti alla denuncia di sei donne, talune prostitute, innescarono un'isteria collettiva che svelò le tensioni accumulatesi per decenni di competizione sessuale tra le villiche.
Nel 1777, Montisi diventa frazione del Comune di Trequanda con Montelifré, antica frazione di Montisi, Castelmuzio e Petroio e, nel 1778, Jacopo Mannucci-Benincasa acquista la Grancia e gran parte dei beni dallo Spedale di Santa Maria della Scala.
Per alcuni problemi legati al sistema idrico, nel 1878, per volere di Vittorio Emanuele II d'Italia, le frazioni di Montelifré e di Montisi vengono spostate all'interno del territorio del comune di San Giovanni d'Asso.
Durante la seconda guerra mondiale, esattamente il 30 giugno 1944, le truppe tedesche fecero saltare la Torre della Grancia nella speranza di chiudere il passaggio al nemico. Dopo le guerre mondiali, Montisi cercò di risollevarsi lavorando nelle circostanti miniere di lignite e alla produzione di terracotta. Più tardi in Toscana arrivarono diversi pastori sardi i quali portando la loro conoscenza di allevamento e la produzione del formaggio. Infine, nel 1970, arrivarono i primi turisti stranieri.
Nel XX secolo, la produzione dell'olio di oliva diviene un punto fermo dell'economia locale e dal 2007 il paese ospita la Piccola Accademia di Montisi, diretta da Bruce Kennedy.
I giorni 8, 9 e 10 maggio 2014 vi è stata nel paese la permanenza della statua della Madonna di Fátima, voluta dall'amministratore parrocchiale don Andrea Malacarne, anche con la partecipazione di Stefano Manetti, vescovo di Montepulciano-Chiusi-Pienza.
Il 1º gennaio 2017, Montisi insieme a tutto il comune di San Giovanni d'Asso è stato accorpato a Montalcino.

## Monumenti e luoghi d'interesse
Il principale luogo di culto del paese è la pieve della Santissima Annunziata, erroneamente detta dell'Assunzione, sede dell'omonima parrocchia, risalente al XIII secolo ed in seguito più volte rimaneggiata; al suo interno si trova la pala Madonna col Bambino tra i Santi Paolo, Giacomo, Pietro e Luigi re di Neroccio di Bartolomeo de' Landi (1496). La chiesa delle Sante Flora e Lucilla, citata per la prima volta in un documento del 1218 e già sede di parrocchia, è in stile barocco, con pianta a croce latina; al di sopra dell'altare maggiore, in stucco, vi è un Crocifisso ligneo scolpito, donato dai montisani nel 1941 per i concittadini in guerra; nel campanile a torre, risalente al 1857, vi è un concerto di quattro campane.
Altre chiese del paese sono l'oratorio di Sant'Antonio Abate, nei cui locali annessi è allestita un'esposizione di oggetti sacri, e il Santuario della Madonna delle Nevi, patrona di Montisi, lungo la strada per San Giovanni d'Asso. All'estremità meridionale dell'antico borgo abitato sorge la Grancia, dal 1295 alle dipendenze dello Spedale di Santa Maria della Scala e poi, dal 1778, di proprietà della famiglia Mannucci Benincasa. Il prospetto principale, rivolto verso sud, è preceduto da una salita e sormontato da un piccolo campanile a vela merlato ospitante una campana; attraverso l'ampio portale si accede ad un cortile e, passando sotto l'antica loggia, attualmente con le arcate tamponate, si passa in un secondo cortile. Faceva parte del complesso anche una torre, copia in scala di quella del Mangia di Siena, fatta saltare dalle truppe tedesche in ritirata nel 1944; attualmente rimane solo il basamento, ricostruito con pietrame originale.

### Architetture religiose

#### Pieve della Santissima Annunziata

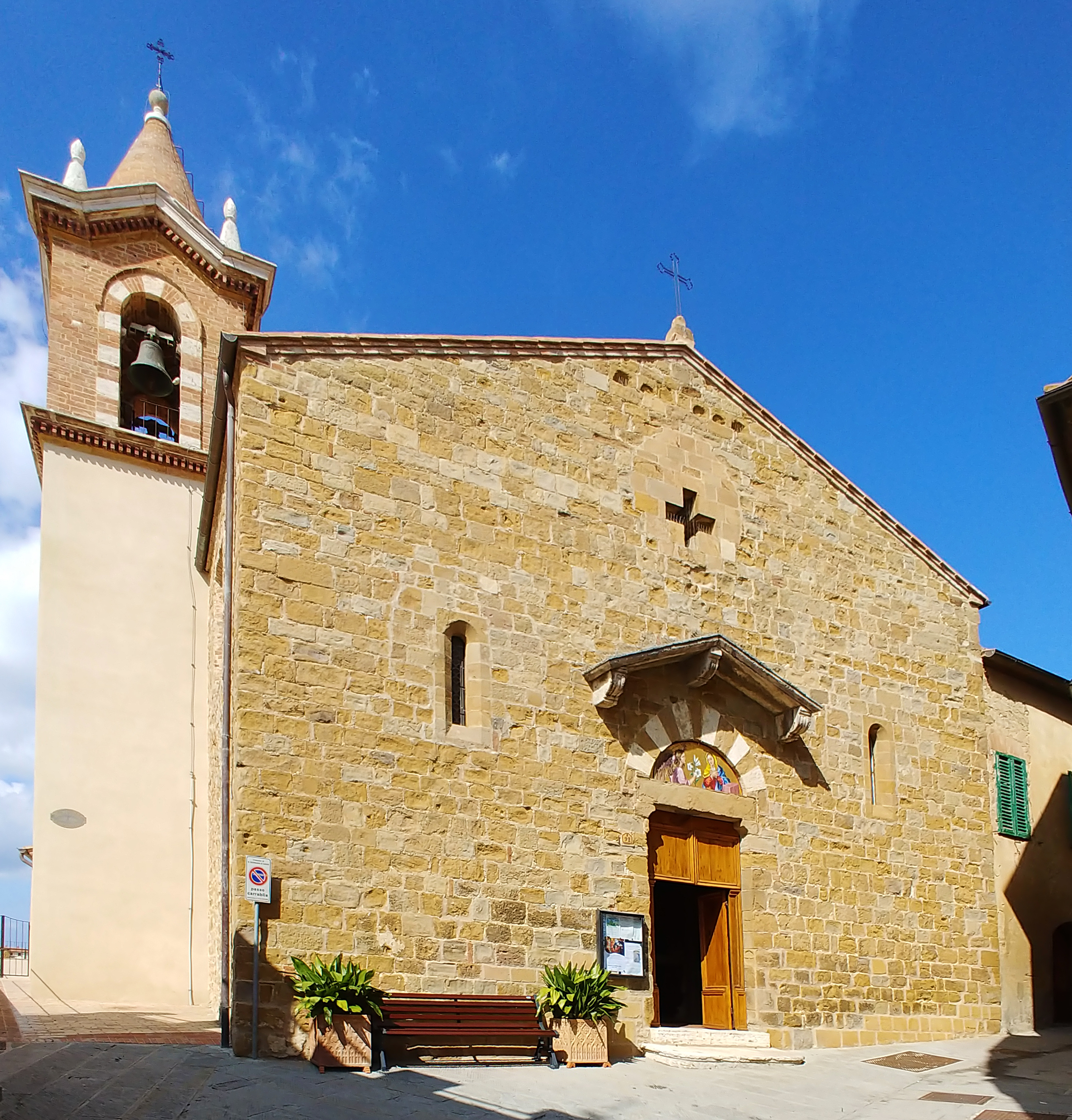
Facciata

La Pieve della Santissima Annunziata è il principale luogo di culto cattolico del paese, sede dell'omonima parrocchia.
Venne costruita nel XIII secolo in stile romanico sotto la giurisdizione della Pieve di Santo Stefano a Cennano e nei secoli successivi subì vari restauri che le donarono un aspetto barocco. L'ultimo restauro risale agli anni trenta del Novecento e fu promosso dal pievano Elio Benvenuti; con esso furono riparati vari danni dovuti all'incuria e l'edificio venne ampliato e portato ad un semplice stile neoromanico.
La facciata a capanna è in stile romanico e al centro di essa si apre l'unico portale, sormontato da una lunetta musiva raffigurante l'Annunciazione; in alto, una finestra a forma di croce greca. Alla sinistra della chiesa sorge la torre campanaria ottocentesca, caratterizzata dalla particolare cuspide conica in mattoni. L'interno è a navata unica con soffitto a travi lignee sorretto da tre serie di tre archi a tutto sesto poggianti su colonne in travertino. Nella parete di fondo si apre l'abside quadrangolare, con volta a crociera che ospita la pala di Neroccio di Bartolomeo de' Landi Madonna col Bambino tra i Santi Paolo, Giacomo, Pietro e Luigi re (1496); nell'unica cappella laterale, un Crocifisso dipinto su tavola della prima metà del XIV secolo, attribuito a Ugolino di Nerio o al Maestro di Monte Oliveto. Fra le altre opere presenti nella chiesa, una Madonna col Bambino e san Gaetano di Francesco Nasini (prima metà del XVII secolo) e un Crocifisso ligneo scolpito di Francesco da Sangallo (XVI secolo).

#### Chiesa delle Sante Flora e Lucilla

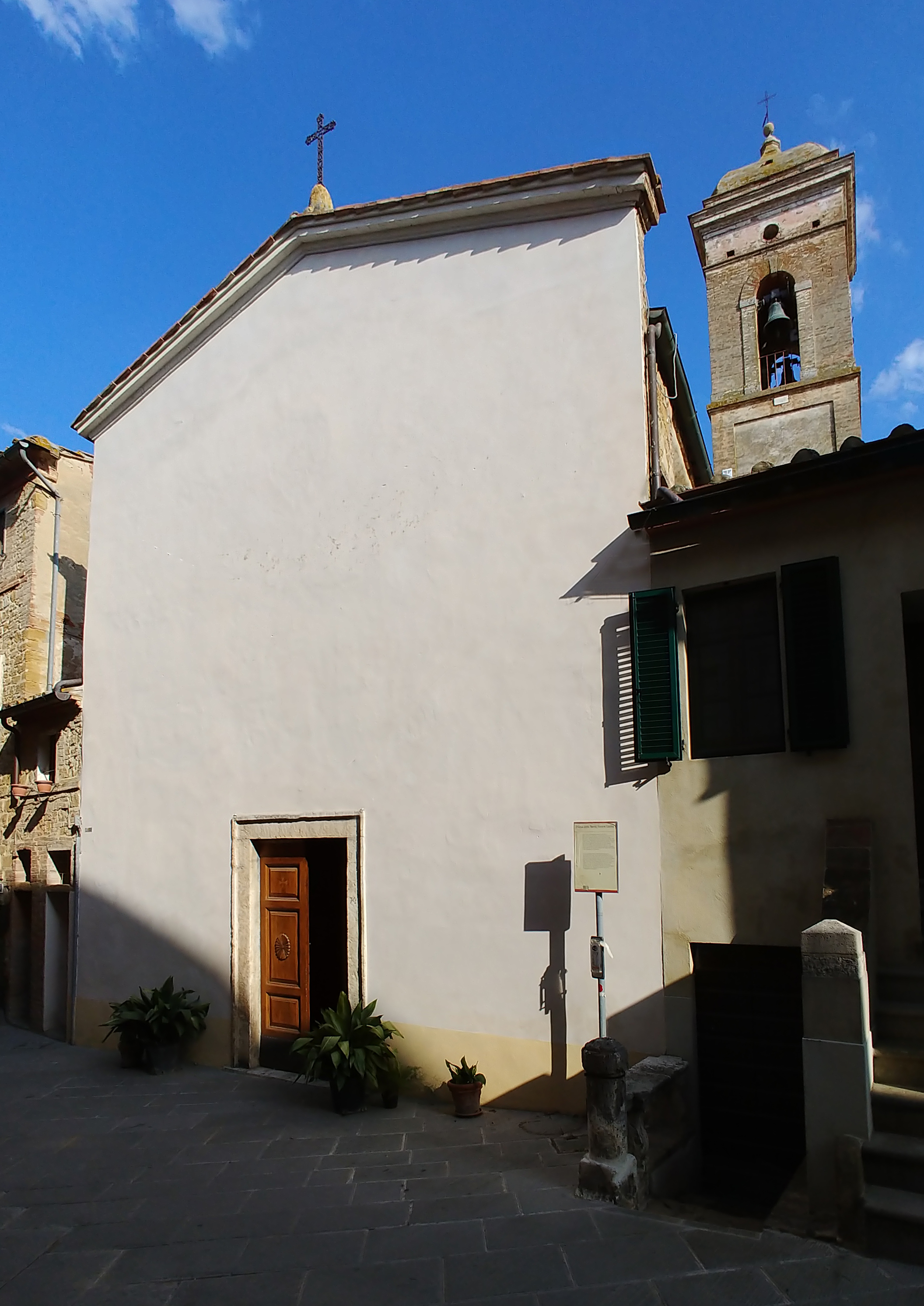
Facciata e campanile

Secondo luogo di culto per importanza del paese, la chiesa delle Sante Flora e Lucilla è anche detta "Cura" essendo stata fino agli anni 1960 sede di una curazia.
La chiesa venne costruita nel XIII secolo in stile romanico sotto la giurisdizione della Pieve di Santo Stefano a Cennano. L'edificio, di modeste dimensioni, formato da un'aula rettangolare priva di abside, venne restaurato in stile barocco nel 1721 ed ampliato nel 1858. Un nuovo restauro è stato effettuato tra il 2009 e il 2010.
La chiesa esternamente presenta una slanciata facciata a capanna priva di decorazioni. Sul fianco destro, sorge il campanile ottocentesco a torre, all'interno del quale è alloggiato un concerto di quattro campane. L'edificio ha una pianta a croce latina, con navata unica di tre campate coperta con volta a vela, con quattro altari laterali in stucco, risalenti ai restauri settecenteschi; transetto sporgente, costituito da due cappelle contrapposte, dedicate al Sacro Cuore di Gesù (transetto di destra) e a Nostra Signora di Lourdes (transetto di sinistra), con altari lignei. La navata termina con l'abside, quadrangolare ove trova luogo l'altare maggiore in stucco con decorazioni neogotiche novecentesche, sormontato da un Crocifisso ligneo scolpito donato nel 1941 per i montisani in guerra.

#### Oratorio di Sant'Antonio Abate

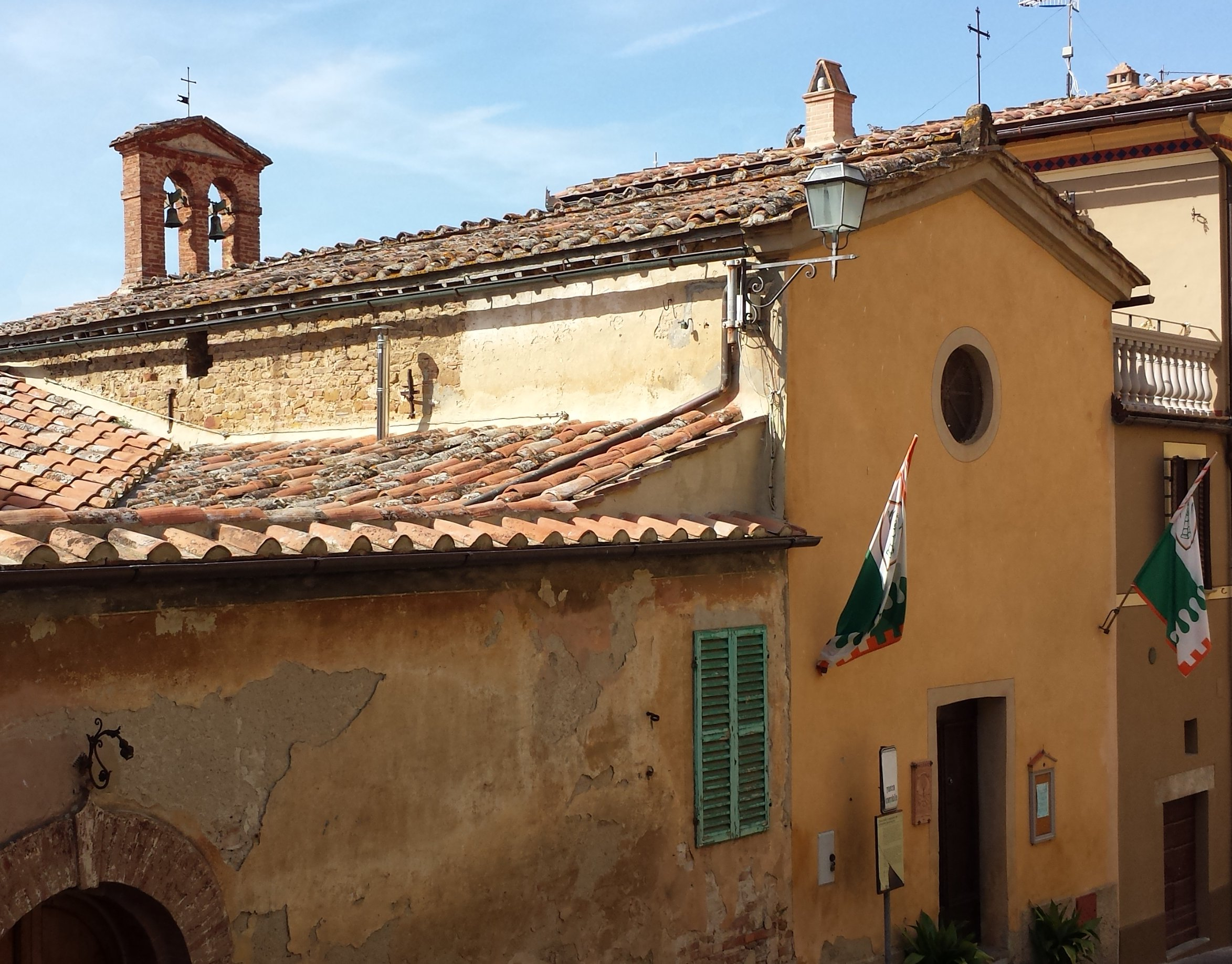
Esterno

L'Oratorio di Sant'Antonio Abate, anche conosciuto come "chiesa della Compagnia", è situato lungo via Umberto I, nei pressi della Colonna.
La chiesa è sede della Confraternita (o Compagnia) del Santissimo Sacramento e venne costruita nel XVII secolo e restaurato nel 1717 in forme barocche. Un restauro conservativo è stato effettuato nei primi anni del 2000, in seguito al quale, nei locali annessi, è stato aperto un piccolo Museo d'arte sacra.
L'oratorio esternamente presenta una semplice facciata a capanna intonacata di giallo, al centro della quale si aprono, in basso, il portale e, in alto, il rosone circolare. Sul retro, vi è il campanile a vela in cotto, con due campane. L'interno della chiesa è a navata unica di tre campate, le prime due con volta a crociera, l'ultima con volta a vela ribassata. A ridosso della parete di fondo vi è l'altare con stucchi dorati, sormontato dalla pala dell'Ultima Cena di Astolfo Petrazzi.
Nei locali annessi alla chiesa, è allestito un piccolo Museo d'arte sacra, comprendente anche la cripta, ove si trovano cataletti, dei quali alcuni dipinti, e apparati processionali. Nella stanza sopra la sacrestia, vi è la statua processionale della Madonna dei Sette Dolori.

#### Santuario della Madonna delle Nevi

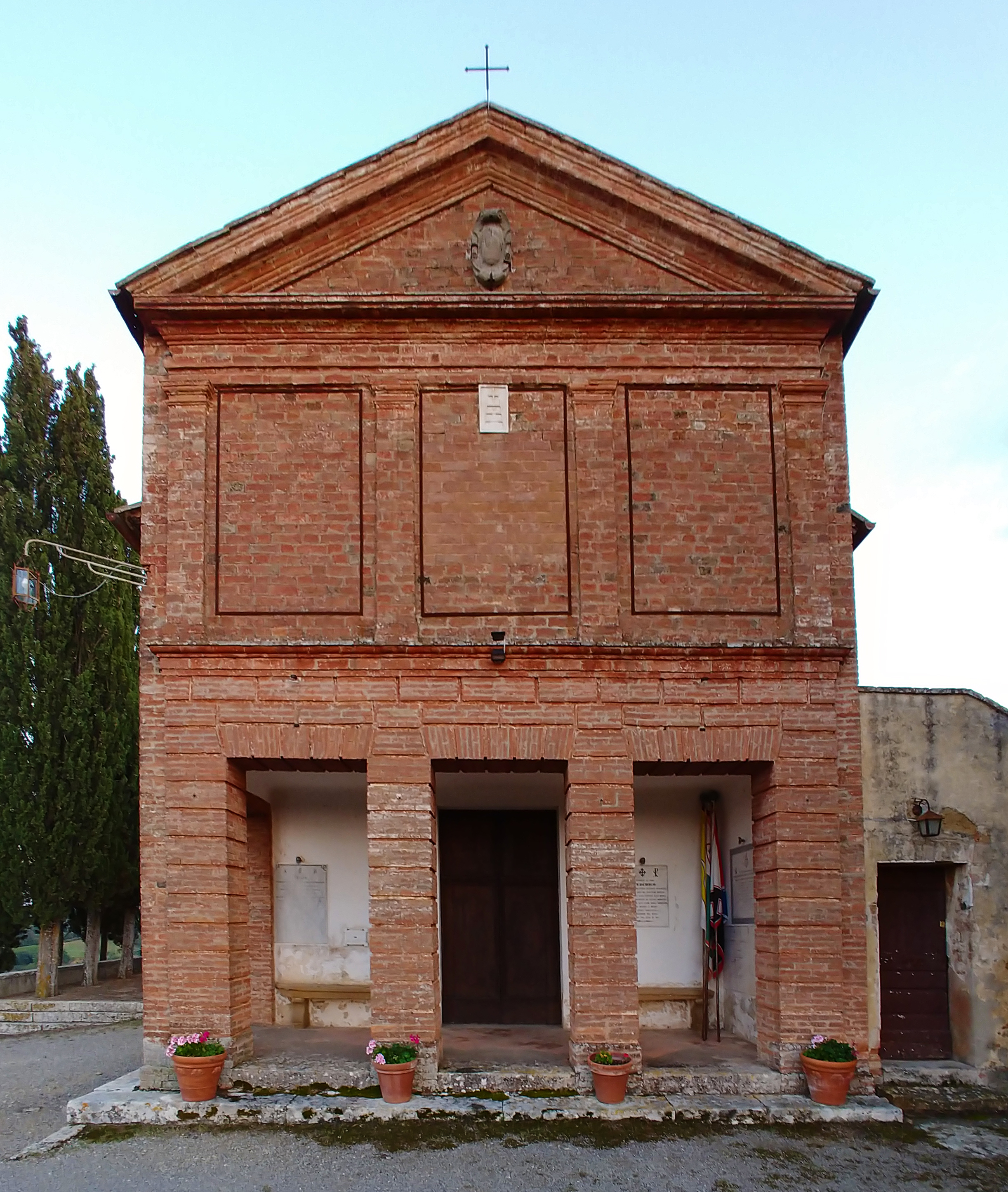
La facciata della chiesa

A sud-ovest del paese si trova il santuario della Madonna delle Nevi (chiamato anche chiesa della Torricella) luogo di venerazione dell'icona trecentesca raffigurante la Madonna delle Nevi. La chiesa fu consacrata nell'anno 1649 dal vescovo Giovanni Spennazzi. Nel 1828, la cappella, come attesta una lapide posta all'interno, ebbe un restauro il quale ingrandì la chiesa e l'abbellì.
La facciata del Santuario è a capanna con portico realizzato a colonne in mattoni. Nella parte superiore la facciata è posto lo stemma dell paese con al di sotto lo stemma dello Spedale di Santa Maria della Scala.
L'interno della cappella è a navata unica, con una piccola cantoria in controfacciata e l'icona della Madonna delle Nevi nel presbiterio sopra l'altar maggiore.

#### Altre chiese
- Cappella di San Bartolomeo, detta anche la Croce
- Cappella di Santa Caterina d'Alessandria
- Cappella di San Rocco
- Chiesa di Santa Lucia

### Architetture civili

#### Grancia

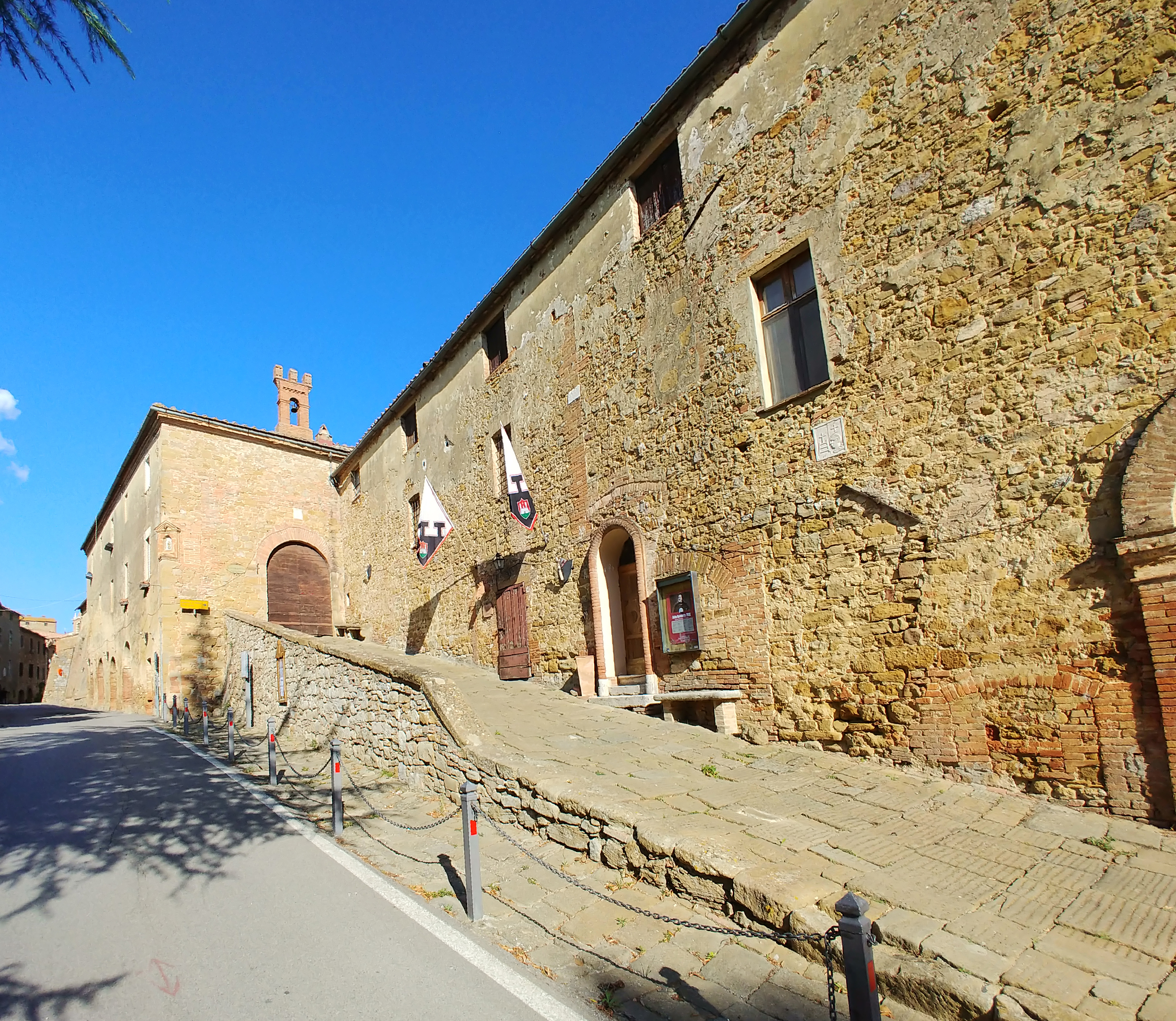
Veduta esterna

La Grancia è situata all'estremità meridionale del centro storico del paese.
Nel 1340 Bindo di Bindo Petroni, notaio di papa Benedetto XII, donò allo spedale di Santa Maria della Scala di Siena il fortilizio di sua proprietà presente presso Montisi, sul poggio di Brettonovo, che dal 1348 viene chiamato "grancia", ovvero luogo di raccolta e di smistamento di materie prime provenienti dai vari poderi del paese e destinate allo xenodochio senese. Nel corso dei secoli il complesso venne ampliato fino a raggiungere l'attuale strutturazione; era dotato anche di una torre, databile al 1350 circa e fortemente ispirata a quella del Mangia, che fu fatta saltare dalle truppe tedesche in ritirata il 30 giugno 1944. Nel 1775 la Grancia insieme ad altri beni dell'ospedale furono messi in vendita dal granduca Pietro Leopoldo; il fabbricato principale fu acquistato nel 1778 dal grancere Giacomo Mannucci.
Presenta la facciata scenograficamente situata all'apice di una rampa. Il piccolo campaniletto merlato ospita la campana detta “Martinella”, che suona una volta all'anno, prima della Giostra di Simone. All'interno della Grancia si trova anche il piccolo teatro, riaperto nel 2005.

#### Cassero

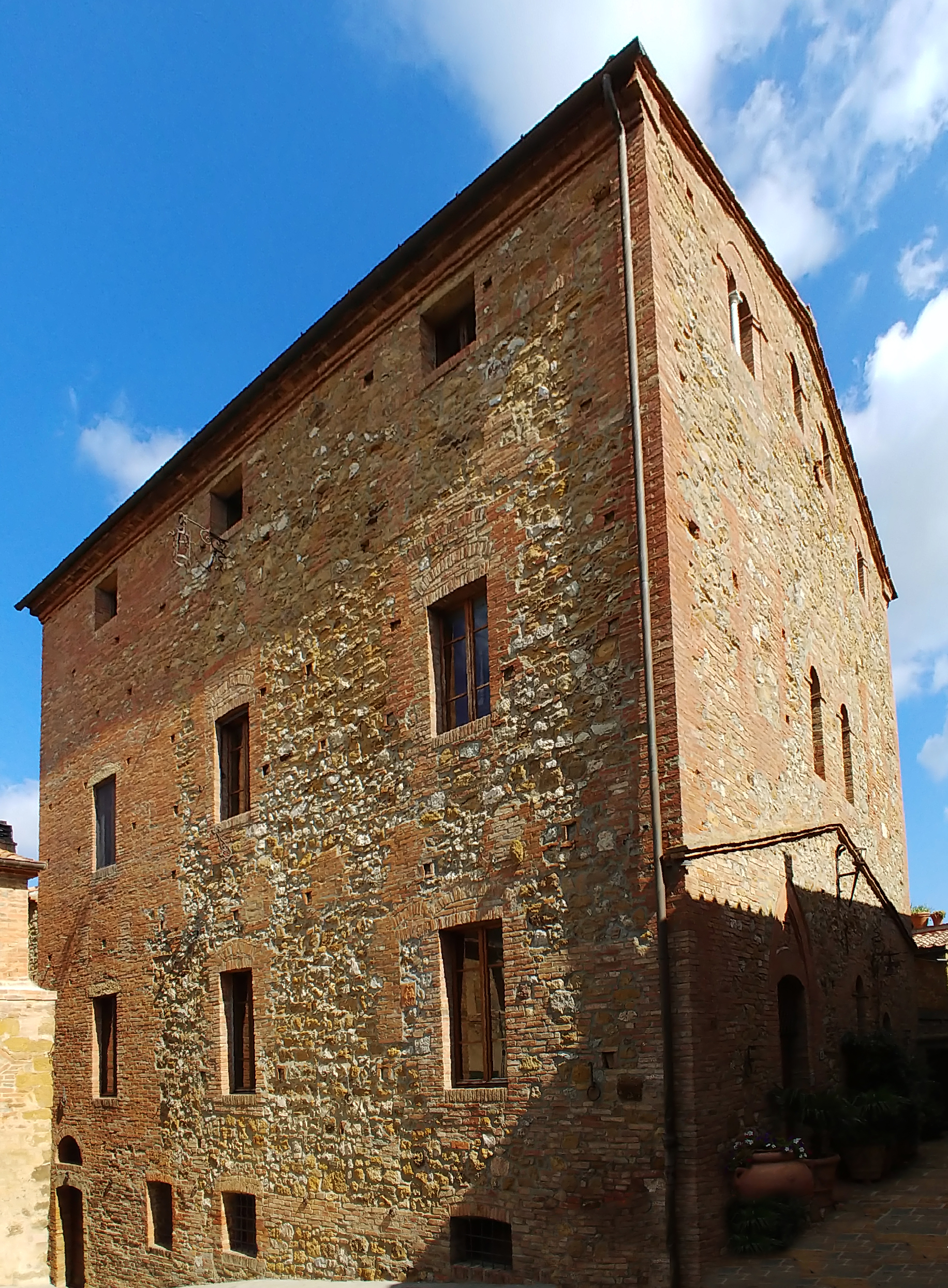
Il Cassero

L'imponente edificio del Cassero (comunemente chiamato Casone) domina su tutto il paese dall'alto della collina che si trova nel territorio della contrada del Castello.
Prima di divenire un'abitazione privata, fu, in origine, la residenza dei Signori di Montisi con la funzione di palazzo-torre, e poi venne destinato ad altri molteplici utilizzi, fra i quali sede della scuola elementare nella prima metà del Novecento. Nel corso dei secoli, inoltre, il Cassero ebbe diversi restauri e rifacimenti, i quali fecero perdere le caratteristiche e la forma che in principio aveva.
Il portone del palazzo è in mattoncini ed è sormontato da un arco senese. Questo non è situato sulla facciata principale, orientata verso ovest, ma sulla facciata meridionale ed è preceduto da un piccolo slargo rettangolare. La facciata orientale, invece, dà su una piccola corte che si apre su un vicoletto con due archi a tutto sesto sorretti da un pilastro.

#### Palazzo Mannucci Benincasa

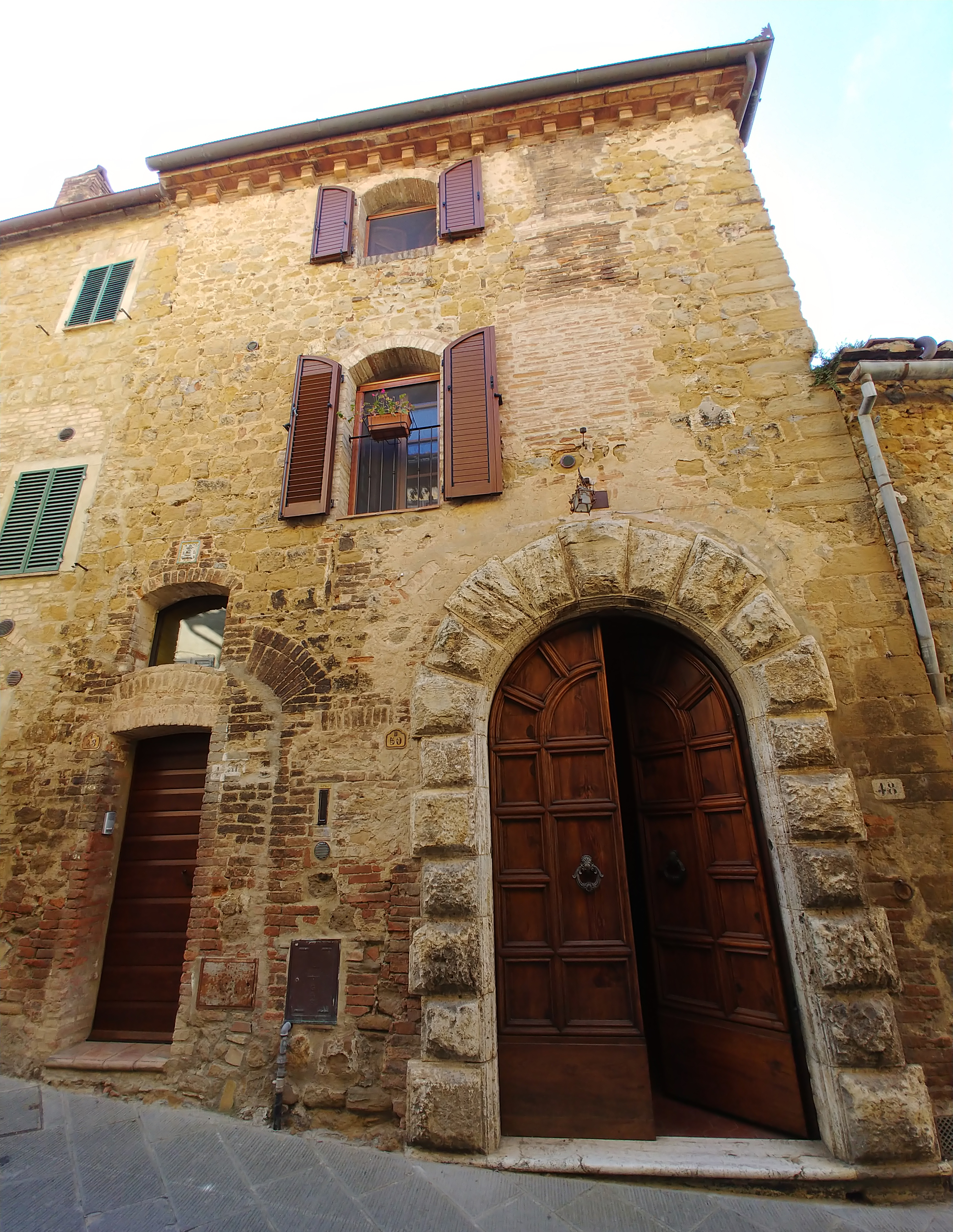
Il palazzo Mannucci Benincasa

Il Palazzo Mannucci Benincasa è uno dei palazzi più grandi e più importanti del paese di Montisi; esso è situato nei pressi della contrada della Piazza.
Il palazzo fu costruito nel Settecento come nuova residenza della famiglia Mannucci Benincasa (che sino ad allora risiedeva al podere la Romita, a cento metri dal paese). Durante i restauri dell'Ottocento il portico, che si trovava lungo il fianco prospiciente la Piazza, fu chiuso, e i resti di alcuni pilastri in blocchi di tufo sono ancora visibile nella stanza, a ridosso del palazzo, che attualmente ospita le cucine della Contrada della Piazza.
La facciata principale del palazzo si affaccia sull'ultimo tratto in discesa di via Umberto I prima della Piazza e, per via della strettezza della strada, è visibile solo di scorcio. L'elemento che caratterizza l'edificio è sicuramente il grande portone con la singolare cornice a bugnato e le due ante in legno scolpite a riquadri. Molto belli sono anche i battenti di esso e gli affreschi con motivi geometrici della volta dell'atrio, realizzati nell'Ottocento

#### I poderi
Sia nel paese che nei suoi dintorni si possono trovare dei bellissimi poderi, di cui la gran parte è stata recentemente convertita in abitazione privata oppure in agriturismo.
Quelli all'interno del paese sono: il Podere San Martino, attualmente un agriturismo, costruito nel 1400 e poi successivamente ampliato tra il 1700 e 1800; il Podere Solatio, recentemente restaurato, che si trova di fronte al podere San Martino e che attualmente è casa privata, il Podere la Romita, ex abitazione della famiglia Mannucci-Benincasa oggi è un hotel e anche un ristorante; il Podere il Giardino, annesso alla Grancia e attualmente sede di alcuni appartamenti dell'agriturismo; il Podere la Torre, grande costruzione trapezoidale con una tipica loggia aperta sulla facciata anteriore.
Inoltre, fuori dal paese, si trovano altri poderi, di solito più grandi, fra i quali il Podere la Casella ed il Podere le Case verso San Giovanni d'Asso ed il Podere di Sugherano sulla strada per Pienza e Petroio.

### Altro

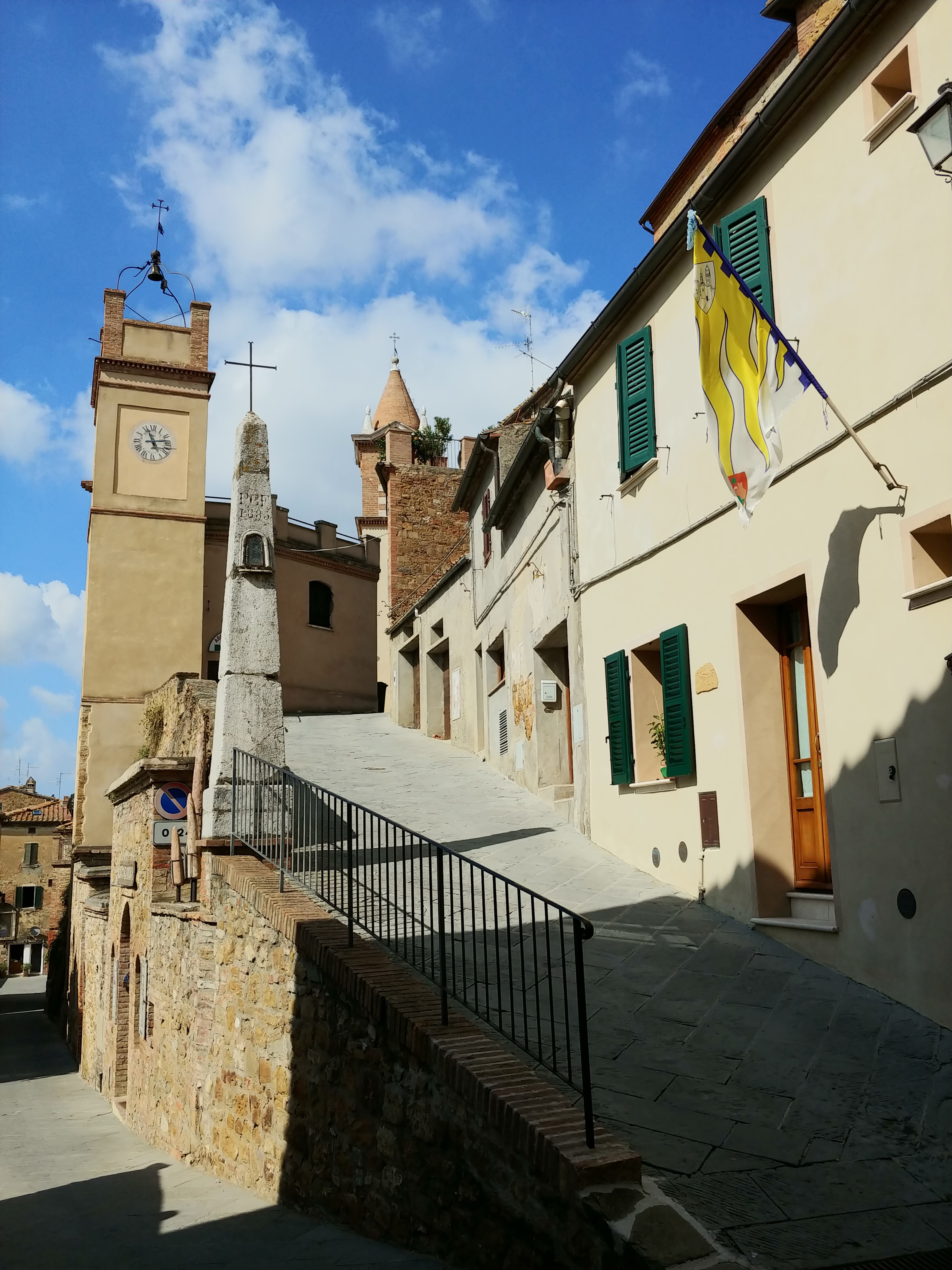
La Salita del Castello con la Torre Civica e la Colonna

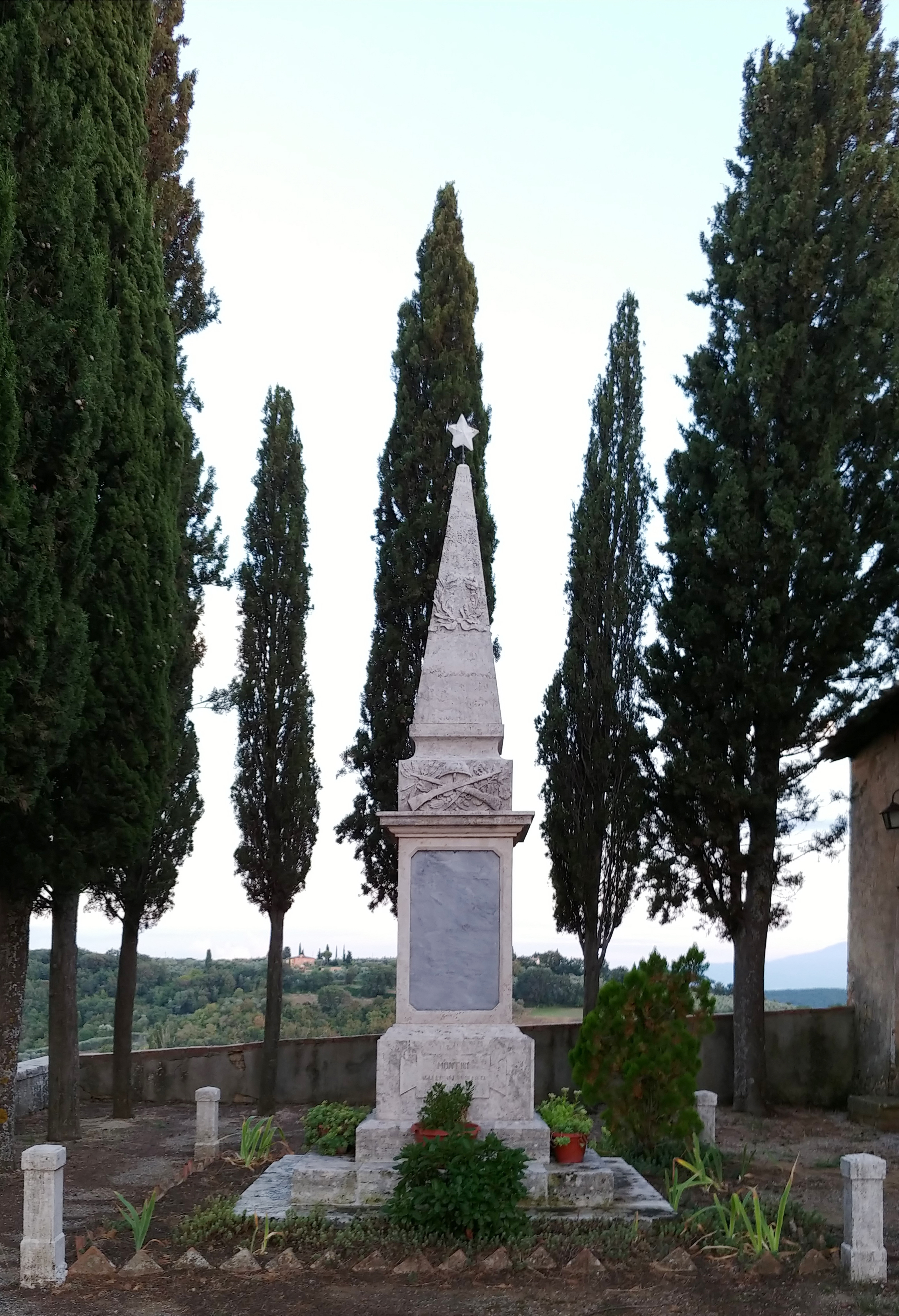
Il Monumento ai Caduti

#### Colonna
La Colonna, costruita nel 1885 (come attesta una data scritta su di essa), è un altro importante monumento del paese. Inizialmente innalzata all'inizio della salita del Castello, per motivi di sicurezza fu smontata e poi recentemente rimontata ma in posizione più arretrata.
La Colonna, in realtà, non è una colonna vera e propria, come viene comunemente definita, ma è un obelisco votivo dedicato alla Madonna (vi una nicchia con una sua statua) composto da quattro blocchi di pietra sovrapposti.

#### Torre dell'orologio
Situata alla fine della salita del Castello, la Torre dell'orologio fu costruita durante la dominazione francese sull'ex Palazzo Pretorio. L'orologio, che secondo il progetto originale si doveva trovare nella torre della Grancia di Montisi, nel corso del 1800 subì molti interventi e restauri. Nel 1980 circa, il vecchio congegno dell'orologio fu sostituito con un nuovo congegno elettrico, e pochi anni fa la torre venne restaurata. Attualmente dell'antico orologio rimangono solo le lancette, il quadrante e un martelletto, oggi non più usato, che serviva a suonare la campana.
La Torre dell'orologio, anche chiamata civica ha sulle due pareti laterali Occidentale ed Orientale i due quadranti dell'orologio e sopra la sommità, sorretta da una struttura in ferro, una piccola campana che batte le ore e le mezz'ore.

#### Monumento ai caduti
Il Monumento ai caduti di Montisi si trova poco fuori dal paese, di fianco alla chiesa della Madonna delle Nevi. Esso fu costruito come in ricordo dei caduti della prima guerra mondiale nel 1921 (una targa sul basamento ricorda la sua inaugurazione avvenuta il 2 ottobre dello stesso anno) e fu aggiornato coi nomi dei montisani caduti nella Seconda nel 1946 (fu applicata una lapide in marmo sul basamento. Il monumento è composto da:
- basamento, su cui si trovano la data 2 ottobre 1921 (faccia anteriore) e la lapide per i caduti della seconda guerra mondiale (faccia di destra);
- corpo, a forma di parallelepipedo, su cui si trovano le tracce dei nomi dei caduti montisani nella prima guerra mondiale;
- cuspide, a forma di triangolo, sormontata da una stella.

## Società

### Tradizioni e folclore
Nel pomeriggio della domenica più vicina al 5 agosto, festa della Madonna delle Nevi, patrona del paese, si svolge nella frazione di Montisi la Giostra di Simone.

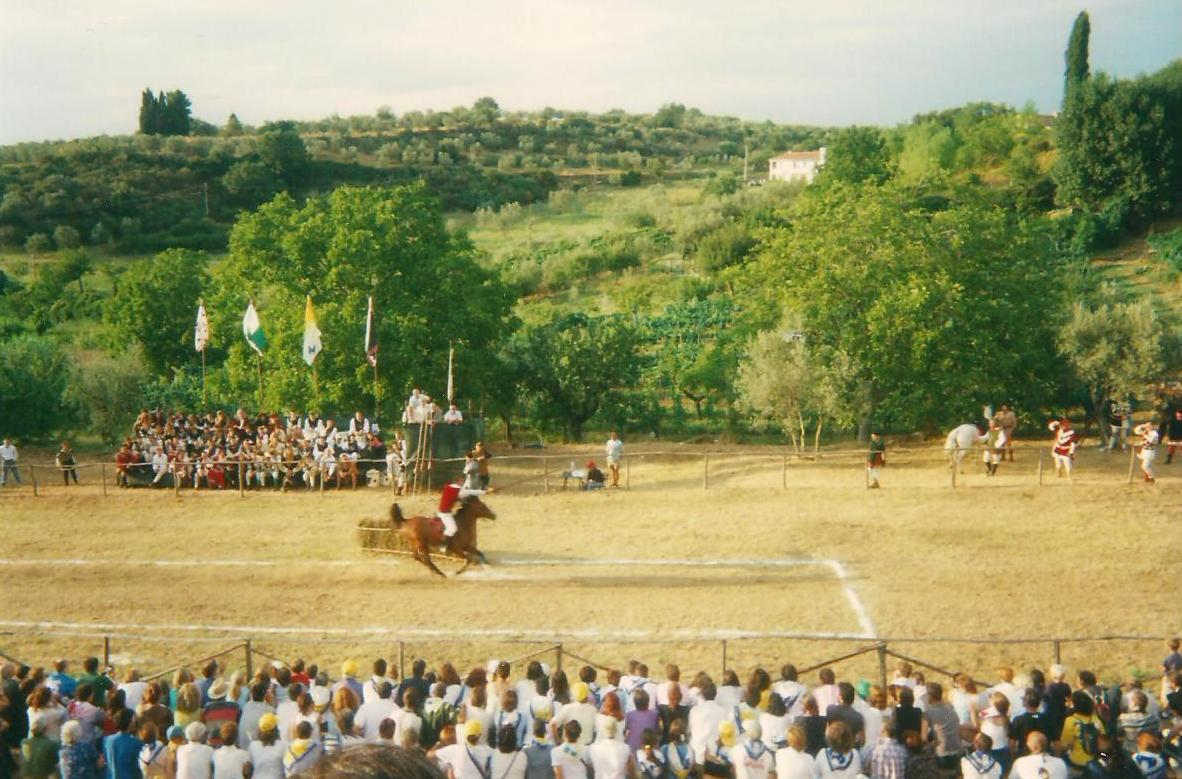
Giostra di Simone (XXX edizione, anno 2000).

L'evento rievoca l'assalto da parte di Simone Cacciaconti, da cui prende il nome, e dei suoi guerrieri avvenuto nel dicembre 1292. La giostra, con modalità simili a quelle attuali, si giocava già nel XVIII secolo, e si tenne non regolarmente fino alla seconda guerra mondiale; a partire dal 1972 (la cui giostra è intesa come I edizione), viene celebrata tutti gli anni in un campo situato dirimpetto al santuario della Madonna delle Nevi, lungo la strada per San Giovanni d'Asso.
I festeggiamenti cominciano il venerdì precedente con la presentazione del Panno (il drappellone dipinto che consiste nel premio per il vincitore) e la benedizione dello stesso presso il santuario della Madonna delle Nevi, dopo la quale vi è il salto dei fuochi; il giorno successivo, la sera, in ognuna delle quattro contrade vi è una cena propiziatoria. La giostra vera e propria, che consiste nella corsa al galoppo di un cavaliere per ogni contrada, il quale deve infilare con la propria lancia un tondino, detto campanella, posto sulla spalla di un buratto che rappresenta Simone Cacciaconti, è preceduta dalla sfilata per il paese del corteo storico con figuranti in costume e dalla gara degli sbandieratori sul terreno di gioco.
In concomitanza con la giostra, nei giorni immediatamente precedenti e successivi, vengono organizzati eventi culturali e gastronomici.
Inoltre, nel corso dell'anno, a Montisi si svolgono altre tre importanti manifestazioni folkloristiche:
- la Festa dell'Olio (1-2 novembre), durante la quale è possibile visitare i vari frantoi della zona e degustare ed acquistare l'olio nuovo e altri prodotti tipici;
- la Processione del Corpus Domini (domenica successiva alla solennità del Corpus Domini), durante la quale, dopo la Messa, viene portata processionalmente per le vie del paese l'ostia consacrata;
- la Processione del Cristo Morto (sera del Venerdì Santo), in cui viene portata processionalmente lungo via Umberto I la statua di Cristo Morto che si trova generalmente al disotto dell'altare della chiesa della Compagnia.

## Cultura

### Istruzione
A Montisi si trova la scuola materna, facente parte dell'Istituto Comprensivo "Sandro Pertini".

#### Piccola Accademia di Montisi
La Piccola Accademia di Montisi è un'accademia musicale fondata nel 2007 da Bruce Kennedy e Alan Curtis, entrambi clavicembalisti. La sua sede si trova nel Castello vicino al Cassero, in un palazzetto del XII secolo originariamente di proprietà della famiglia Croci, caratterizzato dalla sua piccola torre. Ogni estate, presso la Piccola Accademia vengono fatti dei corsi settimanali di perfezionamento per clavicembalisti. Presso l'Accademia si trovano alcuni clavicembali e virginali antichi (secoli XVII e XVIII) provenienti dall'Inghilterra, dalla Francia, dalla Germania e dall'Italia.
Tra gli appassionati di musica, per molti anni residente a Montisi, va ricordato il regista Didier Baussy-Oulianoff, il quale, poco prima di morire nel 2007, aveva dato vita alla Oceanline Foundation.

#### Festival Solo Belcanto
Solo Belcanto è un Festival nato nel 2014 per iniziativa di Silvia Mannucci Benincasa e Giovanni Vitali. Si tiene ogni anno negli ultimi due week end di agosto ed è dedicato alla musica lirica. Nelle varie edizioni sono stati ospiti di Solo Belcanto artisti di fama internazionale come Jessica Pratt, Chris Merritt, Roberto de Candia e tanti altri. I concerti si tengono al Teatro della Grancia. L'attività del Festival si caratterizza anche per le masterclasses alle quali partecipano giovani cantanti provenienti da ogni parte del mondo.

### Teatro
All'interno dell'ala meridionale del palazzo della Grancia vi è il teatro ottocentesco che, con i suoi 58 posti, è uno dei più piccoli d'Italia.

## Geografia antropica

### Urbanistica
Il paese è suddiviso in quattro contrade: San Martino, Castello, Piazza e Torre.
- San Martino: è la seconda contrada più estesa del paese e comprende tutto il settore ovest dell'abitato, ovvero via Umberto I a partire da cinquanta metri dopo la salita del Castello, via della Martinella, la strada del Cimitero e lo stesso, piazza dell'Unità, via buia ed il tratto della circonvallazione parallelo a quello di via Umberto I. I colori di questa contrada sono il bianco, il rosso veneziano ed il blu scuro e sulla sua bandiera compare raffigurato San Martino a cavallo mentre soccorre un povero. La contrada prende nome dal podere San Martino.
- Castello: è, insieme alla Piazza, la contrada con l'estensione territoriale minore ed occupa tutta la parte del borgo omonima. I suoi colori sono il bianco, il giallo limone ed il blu scuro e sulla sua bandiera compaiono sia lo stemma di Montisi che un'immagine abbozzata della salita del Castello con la Torre Civica ed il campanile della Pieve.
- Piazza: è la contrada con l'estensione territoriale minore, si estende ai piedi del Castello ed ingloba il breve tratto di via Umberto I che lo costeggia, un altro tratto della strada che volge verso sud-est, lo slargo detto da tutti "piazza", la strada del Rigo, via delle Fonti e via dello Strettorio. I suoi colori sono il bianco, il verde foresta ed il buccia d'arancia e sulla sua bandiera compare lo stemma della contrada, costituito dalla "Colonna", un fuso e delle spighe di grano.
- Torre: prende il nome dalla torre della Grancia, ora non più esistente, ed è la contrada più estesa del paese: ingloba il tratto di via Umberto I dalla chiesa della Cura sino all'incrocio con la circonvallazione, gran parte di quest'ultima, il tratto urbano della Traversa dei Monti e quello di Via degli Ortali. I suoi colori sono il bianco, il nero ed il rosso veneziano e, sulla sua bandiera, compare lo stemma di Montisi.

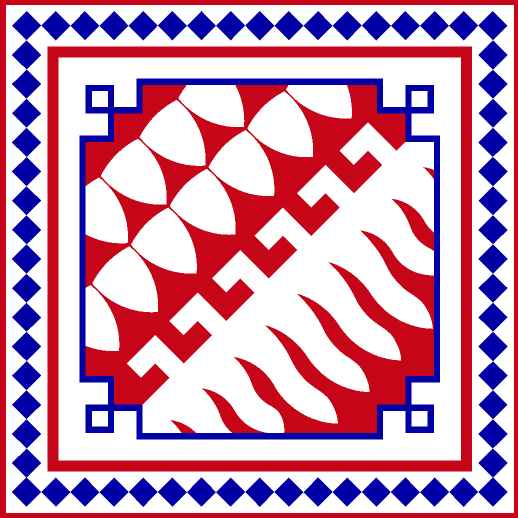
San Martino
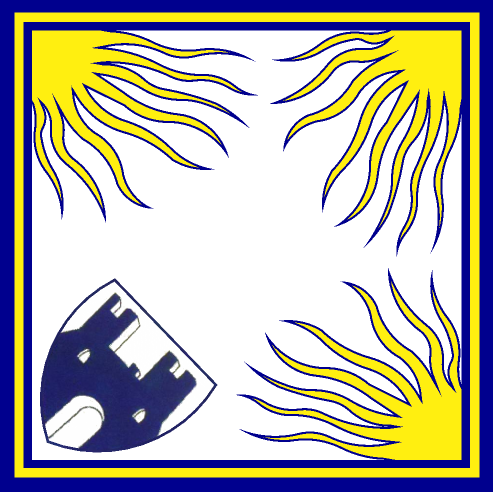
Castello
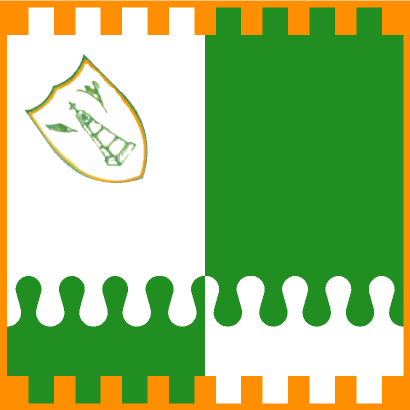
Piazza
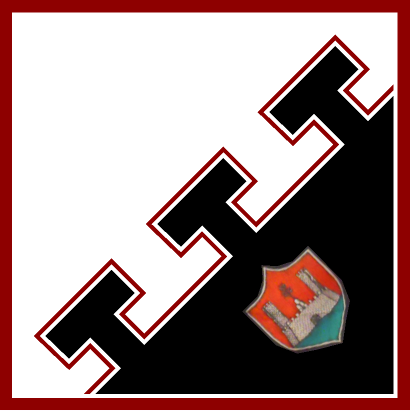
Torre

### Località
- "Case Nuove": denominazione popolare del nuovo quartiere del paese, facente parte della contrada della Torre, situato ad ovest del centro del borgo, che si affaccia su via degli Ortali;
- Fornace: podere lungo la strada che conduce a San Giovanni d'Asso;
- Podere le Case: situato a mezzo chilometro in linea d'aria a nord del Castello.

## Sport
Montisi ha una sua squadra di calcio: l'A.S. Montisi, fondata nel 1975. La squadra è composta da 19 calciatori di Montisi e dintorni, e si batte nel campionato Eccellenza. Nello stemma dello squadra, affiancato a quello di Montisi, si trova un pallone di calcio.